# Coldstream Guards

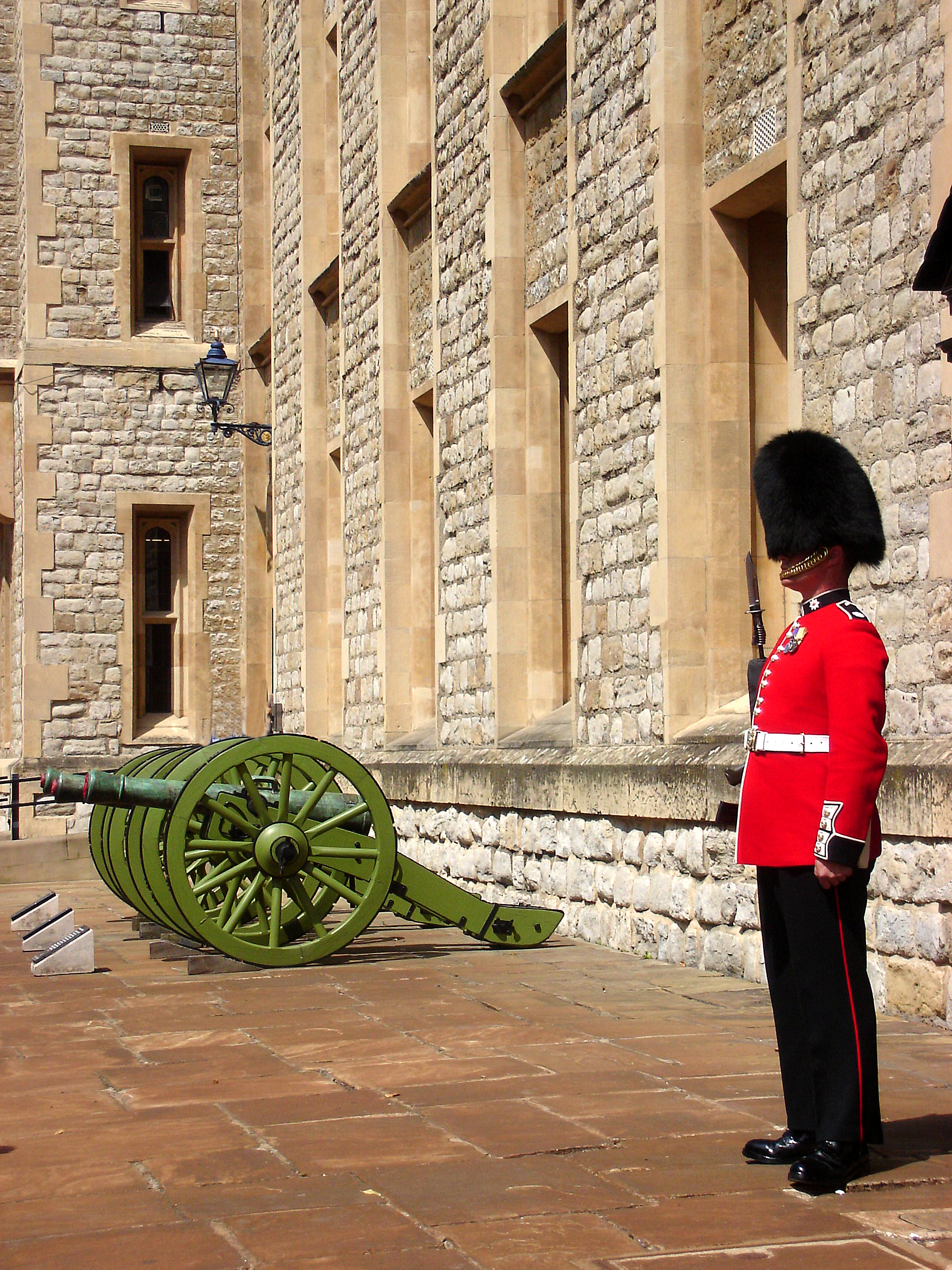
Guarda na Torre de Londres.

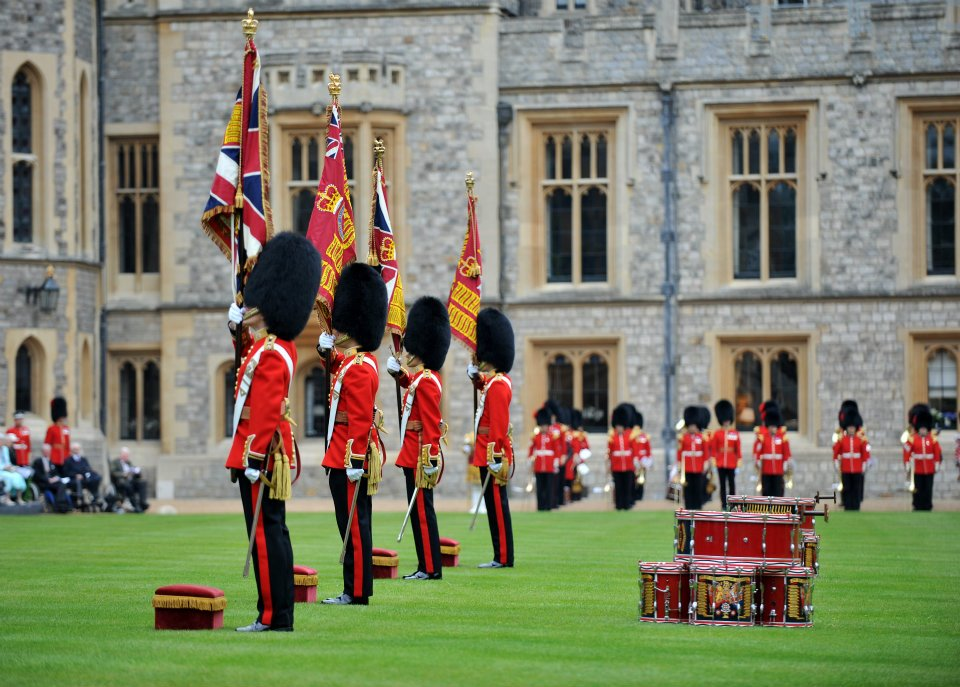
Homens da Coldstream Guards.

O Coldstream Guards é uma tropa de infantaria de elite do Exército britânico, integrante da Household Division.

## História
Remonta ao contexto da Guerra Civil Inglesa, nascido como um regimento do New Model Army de Oliver Cromwell.
Sob o comando de George Monck, foram chamados "Monk's Regiment of Foot" até à morte deste, quando o Regimento tomou o atual nome, pelo qual já era também conhecido. O atual nome da tropa deriva de uma vila em Scottish Borders chamada Coldstream, fica na fronteira com Inglaterra.